# ۱۰ آذر
۱۰ آذر دویست و پنجاه وششمین روز از سال
در گاه شماری خورشیدی است. به پایان سال ۱۰۹ روز (۱۱۰ روز در سال کبیسه) باقی‌است.

## رویدادها
- ۱۳۲۹ - حادثه ۱۰ آذر ۱۳۲۹ فروند داگلاس دی‌سی-۳
- ۱۳۸۹ - اجرای حکم قصاص خدیجه ( شهلا ) جاهد ؛ پرستار ، دانشجوی روان‌شناسی ، مربی مهدکودک ، همسر دوم موقت ناصر محمدخانی و محکوم به جنایت قتل فاطمه ( لاله ) سحرخیزان(خیّر و همسر اول ناصر محمدخانی) [۱]
- ۱۳۹۶ - زمین‌لرزه ۱۳۹۶ هجدک
- ۱۳۹۸ - آتش‌سوزی ۱۰ آذر ۱۳۹۸ کنسولگری ایران در نجف
- ۱۴۰۰ - درگیری‌های ۱۴۰۰ افغانستان و ایران

## زادروزها
- ۱۲۹۱ - حسن علوی‌کیا، از بنیان‌گذاران ساواک
- ۱۳۰۰ - آیت‌الله علی مشکینی، سیاستمدار
- ۱۳۱۵ - نادر گلچین، خواننده آواز سنتی
- ۱۳۲۵ - ابراهیم آشتیانی، آموزگار فوتبال
- ۱۳۳۲ - شهلا معززی، نقاش
- ۱۳۴۶ - پرویز شهبازی، کارگردان
- ۱۳۵۲ - بهاره رهنما، بازیگر

## درگذشت‌ها
- ۱۳۶۳ - عباس مصدق، بازیگر
- ۱۳۸۹ - شهلا جاهد، همسر دوم و موقت ناصر محمدخانی [۲]
- ۱۳۹۷ - ابوالفضل زرویی نصرآباد، شاعر